# Skögul
En la mitología escandinava, Skögul o Geirskögul es una de las valquirias. Se la menciona en la Völuspá y aparece como un personaje menor en Hákonarmál. Su nombre se encuentra muy frecuentemente en kennings. Exceptuando esto, es desconocida, pero su mención en una inscripción rúnica del siglo XIII proveniente de Bergen indica que pudo haber sido un personaje importante en la mitología nórdica.

## Völuspá
En la Völuspá, los nombres Skögul y Geirskögul (Lanza-Skögul) aparecen en una lista con los nombres de las valquirias, aparentemente para dos seres diferentes. 

| Sá hon valkyrjur vítt um komnar görvar at ríða til Goðþjóðar. Skuld helt skildi, en Skögul önnur, Gunnr, Hildr, Göndul ok Geirskögul. Nú eru talðar nönnur Herjans, görvar at ríða grund, valkyrjur. | Ella vio valquirias viniendo de lo lejos y ancho, listas para cabalgar junto a los dioses; Skuld tenía un escudo, y Skögul era otra, Gunnr, Hildr, Göndul, y Geirskögul. Ahora las doncellas de Herjann (Odín) han sido contadas, valquirias listas para cabalgar sobre la tierra. |

## Hákonarmál
En la Hákonarmál se cuenta que Odín envió a Göndul y a Skögul para elegir que rey debería ser llevado a sus salones. En este poema los nombres Skögul y Geir-Skögul se refieren al mismo ser.

| 1. Göndul ok Skögul sendi Gauta-týr at kjósa of konunga, hverr Yngva ættar skyldi með Óðni fara ok í Valhöll vesa. ... 10. Göndul þat mælti, studdisk geirskapti: vex nú gengi goða, es Hákoni hafa með her mikinn heim bönd of boðit. 11. Vísi þat heyrði, hvat valkyrjur mæltu mærar af mars baki, hyggiliga létu ok hjalmaðar sátu ok höfðusk hlífar fyrir. 12. Hví þú svá gunni skiptir, Geir-Skögul, órum þó verðir gagns frá goðum? Vér því völdum. es velli helt en þínir fíandr flugu. 13. Ríða vit skulum, kvað en ríkja Skögul, grœnna heima goða, Óðni at segja, at nú mun allvaldr koma á hann sjalfan at séa. | 1. Göndul y Skögul fueron enviadas por Gauta-Týr (Odín) para elegir entre reyes quien de la casa de los Yngling, debería ir con Odín y morar en Valhalla. ... 10. Göndul dijo esto apoyada por el mango de una lanza: "Ahora el poder de los dioses crece ya que los lazos (los dioses) han invitado a Hákon a su casa con un gran ejército." 11. El rey oyó lo que las nobles valquirias dijeron desde su caballo. Parecían sabias y se sentaron con cascos y pusieron escudos frente a ellas. 12. "¿Por qué tu, Lanza-Skögul, decides la batalla así? ¿No eramos dignos de la victoria de los dioses?" "Hemos causado Que mantuvieras el campo y que tus enemigos huyeran." 13. "Cabalgaremos," dijo la poderosa Skögul, "a las verdes tierras de los dioses, para decirle a Odín que ahora un rey vendrá para verlo." |

## Kennings
El nombre Skögul es un nombre común de valquirias en kennings. Por ejemplo:
borð Sköglar "tabla de Skögul" (escudo)
dynr Sköglar "estruendo de Skögul" (batalla)
eldr Sköglar "fuego de Skögul" (espada) 
El nombre Geirskögul no aparece en kennings, tal vez porque los nombres trisilábicos son difíciles de manejar en la métrica de los verso aliterativo.

## Teorías
De acuerdo con Hilda Ellis Davidson, sí Skögul significa "torre alta", el nombre podría ser una referencia al gigantesco tamaño de estos seres.